# 2474 Ruby
2474 Ruby (1979 PB) là một tiểu hành tinh vành đai chính được phát hiện ngày 14 tháng 8 năm 1979 bởi Z. Vavrova ở Klet.